# Ograniczony Kontyngent Wojsk Radzieckich w Afganistanie
Ograniczony Kontyngent Wojsk Radzieckich w Afganistanie (ros. Ограниченный контингент советских войск в Афганистане, ОКСВА (OKSWA)) – urzędowa nazwa związku operacyjnego, wojsk operacyjnych sformowanych z Sił Zbrojnych ZSRR, Wojsk Wewnętrznych MSW ZSRR, KBP ZSRR prowadzących działania w Afganistanie w latach 1979–89.

## Skład Kontyngentu
Struktura Ograniczonego Kontyngentu Wojsk Radzieckich w Afganistanie w latach 1979–1989:
- Armia Radziecka:
  - Grupa Operacyjna Ministerstwa Obrony ZSRR;
  - Aparat Głównego Doradcy Wojskowego;
  - Jednostki wojskowe Sił Zbrojnych ZSRR;
    - Jednostki bojowe GRU;
    - Jednostki wojsk powietrznodesantowych:
      - 40 Armia (40A) Turkiestańskiego Okręgu Wojskowego;
      - 34 Korpus Lotniczy (następnie siły powietrzne 40 Armii);
- KBP ZSRR:
  - Grupa Operacyjna KSAPO (na czele z zastępcą szefa Wojsk Ochrony Pogranicza KSAPO, składająca się z 7 osób), od 1980 roku, pod zarządem moskiewskiego oddziału ochrony pogranicza, do kierowania działaniami zjednoczonych oddziałów wojskowych na terytorium Afganistanu.
  - oddziały Wojsk Ochrony Pogranicza KBP ZSRR;
- Ministerstwo Spraw Wewnętrznych ZSRR:
  - Oddziały Wojsk Wewnętrznych MSW ZSRR

Łącznie w ciągu 10 lat w Afganistanie służyło około 620 tysięcy żołnierzy radzieckich.

## Dowódcy wojsk Kontyngentu
- Dowódcy Grupy Operacyjnej Ministerstwa Obrony ZSRR
  - marszałek Związku Radzieckiego Siergiej Sokołow (1979–1985)
  - generał armii Walentin Wariennikow (1985–1989)

- Dowódcy 40 Armii
  - generał porucznik Jurij Tucharinow od wprowadzenia wojsk do Afganistanu do 23 września 1980;
  - generał porucznik Borys Tkacz od 23 września 1980 do 7 maja 1982;
  - generał porucznik Wiktor Jermakow od 7 maja 1982 do 4 listopada 1983;
  - generał porucznik Leonid Generałow od 4 listopada 1983 do 19 kwietnia 1985;
  - generał porucznik Igor Rodionow od 19 kwietnia 1985 do 30 kwietnia 1986;
  - generał porucznik Wiktor Dubynin od 30 kwietnia 1986 do 1 czerwca 1987;
  - generał porucznik Borys Gromow od 1 czerwca 1987 do 15 lutego 1989.